# دویلز ال‌بو (کالیفرنیا)
دویلز ال‌بو (به انگلیسی: Devils Elbow) یک منطقهٔ مسکونی در ایالات متحده آمریکا است که در شهرستان کولوزا، کالیفرنیا واقع شده‌است. دویلز ال‌بو ۲۸۰ متر بالاتر از سطح دریا واقع شده‌است.